# Hadley Mountain Fire Observation Station
La Hadley Mountain Fire Observation Station est une tour de guet du comté de Saratoga, dans l'État de New York, dans le nord-est des États-Unis. Située à 817 mètres d'altitude dans la Wilcox Lake Wild Forest, dans les Adirondacks, elle est haute d'environ 12,8 mètres. Érigée en 1917, elle est inscrite au Registre national des lieux historiques depuis le 23 septembre 2001.